# Муньйотельйо
Муньйотельйо (ісп. Muñotello) — муніципалітет в Іспанії, у складі автономної спільноти Кастилія-і-Леон, у провінції Авіла. Населення — 89 осіб (2010).
Муніципалітет розташований на відстані близько 110 км на захід від Мадрида, 31 км на південний захід від Авіли.

## Демографія
Динаміка населення (INE ):

## Галерея зображень

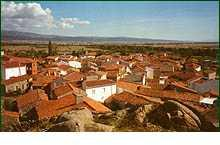
Муньйотельйо
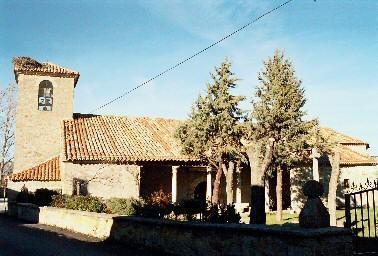
Парафіяльна церква